# Сюжи (река)
Сюжи (чечен. Суьжа)— река в России, протекает в Чеченской Республике. Устье реки находится в 63 км по левому берегу реки Аргун. Длина реки составляет 14 км.
Площадь водосборного бассейна — 43,9 км².

## Данные водного реестра
По данным государственного водного реестра России относится к Западно-Каспийскому бассейновому округу, водохозяйственный участок реки — Сунжа от города Грозный до впадения реки Аргун. Речной бассейн реки — Реки бассейна Каспийского моря междуречья Терека и Волги.
Код объекта в государственном водном реестре — 07020001212108200005979.